# برنارد ویس
برنارد جی. ویس (به انگلیسی: Bernard G.Weiss) استاد ممتاز گروه زبان‌ها و ادبیات دانشگاه یوتا است. او آثار متعددی در حوزه‌های مطالعات تطبیقی ادیان، حقوق اسلامی، الهیات اسلامی، فلسفه اسلامی، نظریه‌های سیاسی اسلامی، تاریخ اعراب و زبان‌شناسی در جهان اسلام منتشر کرده و پژوهشگری شناخته‌شده در این موضوعات به شمار می‌رود. او دوره دکتری را در سال ۱۹۶۶ در دانشگاه پرینستون به پایان برد.